# جشنواره میهم ۲۰۱۴
جشنواره میهم ۲۰۱۴ (انگلیسی: Mayhem Festival 2014) هفتمین جشنواره سالانه میهم بود. تاریخ‌های اجرا در ۱۸ فوریه ۲۰۱۴ (۲۹ بهمن ۱۳۹۲) اعلام شد، و اسامی گروه‌های شرکت کننده به‌طور رسمی در ۳۱ مارس ۲۰۱۴ (۱۱ فروردین ۱۳۹۳) اعلام شد.
در یک مصاحبه ویدیویی در ژانویه ۲۰۱۴ در برنامه ان‌ای‌ام‌ام، جیمز 'مانکی' شفر، گیتاریست کورن فاش کرد که کورن و اونجد سون‌فولد سرخط جشنواره میهم ۲۰۱۴ خواهند بود. در ۵ مارس، بیش از ۳ هفته قبل از اعلام رسمی برنامه‌ریزی شده، تقریباً نام کل گروه‌های شرکت کننده لو رفت.

## جشنواره میهم ۲۰۱۴

### اجرا کنندگان صحنه اصلی
- اونجد سون‌فولد
- کورن
- اسکینگ الکزندریا
- تریویم

### اجرا کنندگان صحنه کلدکاک امریکن هربال ویسکی
- کنیبال کورپس
- سویساید سایلنس
- میس می آی
- ماشروم‌هد
- تگزاس هیپی کوئلشن
- کینگ ۸۱۰
- هل اور هایواتر

### اجرا کنندگان صحنهسومرین رکوردز/هدبنگ فور د هایوی
- بادی کانت
- اپون ا برنینگ بادی
- ویل آو مایا
- دارکست اور
- «هدبنگ فور د هایوی»

### اجرا کنندگان صحنهویکتوری رکوردز
- امیور
- ایل نینیو
- رچد
- آیلندر
- اریمها
- سکند پس[۵]